# Оганесян, Константин Левонович
Константин Левонович (Леонович) Оганесян (арм. Կոստանդին Լևոնի Հովհաննիսյան; 19 декабря 1911, Тифлис — 4 июня 1984, Ереван) — армянский советский архитектор и археолог. Доктор архитектуры (1967), Заслуженный деятель искусств Армянской ССР (1961). Он был руководителем археологической экспедиции занимавшейся раскопками древнего Урартского города Эребуни (расположенного на холме Арин-Берд, или «кровавая крепость», в Ереване).

## Биография
Константин Оганесян родился 19 декабря 1911 года в Тифлисе (ныне Тбилиси) в семье медика Леона Оганесяна (1885—1970). Окончил Ереванский Политехнический институт в 1932 году и сразу же начал работать под руководством армянских архитекторов Александра Таманяна и Николая Буниатяна (в 1933—1934 и 1934—1941 годах соответственно). В качестве архитектора Оганесян спроектировал множество советских многоквартирных домов и социальных объектов, которые были построены в Ереване и окрестностях. Принимал участие в Великой Отечественной войне.
В 1950 году он был назначен руководителем работ археологической команды, занимавшейся раскопками древней Урартской крепости Эребуни, расположенной к юго-востоку от современного Еревана. Именно Оганесян первым определил холм Арин-Берд как местоположение Эребуни, основываясь на надписях найденных в окрестностях города. Оганесян использовал то, что осталось от Эребуни, в качестве основы для реконструкции крепости и восстановления её внешнего вида на момент постройки в 782 году до н. э.
Раскопки Эребуни продолжалось несколько десятилетий, и Оганесян оставался их руководителем до 1969 года. Оганесян возглавлял Управление по охране и реставрации памятников архитектуры Госстроя Армянской ССР 1953 по 1979 год. Он был также профессором в своей альма-матер, преподавая в Ереванском политехническом институте с 1955 по 1971 год.

## Основные постройки
- Жилой дом Химкомбината в Кировакане[6].
- Жилой дом МВД по пр. Баграмяна в Ереване[6].
- Управление милиции (ныне МВД РА) в Ереване[6].
- Пожарное депо в Ереване[6].

## Сочинения
- Էրեբունի, Ե․, 1968;
- Էրեբունիի որմնանկարները, Ե․, 1973;
- Ճարտարապետական հուշարձանների վերանորոգումը Սովետական Հայաստանում, Ե․, 1978;
- Оганесян К. Л. Зодчий Трдат. — Ереван: Изд-во АН Армянской ССР, 1951. — 108 с. — 800 экз.
- Архитектура Тейшебаини, Е․, 1955 /Археологические раскопки в Армении, № 6, Кармир Блур IV/;
- Архитектура Эребуни, Е․, 1961 /Археологические раскопки в Армении, № 9, Арин Берд I/;
- Оганесян К. Л. Росписи Эребуни. Ереван: Изд-во Академии Наук Армянской ССР, 1973. — 83 с.
- Оганесян К. Л. Санаин — Ахпат. — Ереван: Айастан, 1978. — 106 с. — 5000 экз.
- Ходжаш С. И., Трухтанова Н. С., Оганесян К. Л. Эребуни: Архитектура. Монументальные росписи. Художественное ремесло. — М.: Искусство, 1979. — 168 с. — 25 000 экз.
- Оганесян К. Л. Крепость Эребуни (782 г. до н. э.) / АН АрмССР, Ин-т искусств, Упр. по охране и использ. памятников истории и культуры при Совете Министров АрмССР. — Ереван: Айастан, 1980. — 144, [16] с.

## Награды
- Заслуженный деятель искусств Армянской ССР (1961).
- Почетная грамота Президиума Верховного Совета Армянской ССР (1957).
- Медаль «За победу над Германией в Великой Отечественной войне» (6.11.1945)[9].